# 장계남초등학교
장계남초등학교는 대한민국 전라북도 장수군 계남면 장무로 176 (호덕리)에 있었던 초등학교이다.

## 연혁
- 1959년 11월 6일 장계국민학교 분교장 인가
- 1965년 3월 5일 장계남국민학교 개교(설립인가 3월 2일)
- 1983년 3월 10일 병설유치원 개원
- 1996년 3월 1일 장계남초등학교로 개칭
- 2001년 2월 28일 장계초등학교로 통합